# Occupation haïtienne de Saint-Domingue
L'occupation haïtienne de Saint-Domingue (en espagnol : Ocupación haitiana de Santo Domingo, en créole haïtien : Okipasyon ayisyen nan Sen Domeng) est l'annexion et la fusion de la république espagnole d'Haïti alors indépendante (anciennement la capitainerie générale de Saint-Domingue) dans la république d'Haïti, qui a duré vingt-deux ans, du 9 février 1822 au 27 février 1844,. Alors que de nombreux Haïtiens considèrent l'invasion et l'occupation de Saint-Domingue comme une « unification » de l'île destinée à protéger leur pays de la réasservissement par l'Espagne, les Dominicains la considèrent comme une invasion et une occupation militaires forcées. La suppression par l'occupation haïtienne de la culture dominicaine (y compris la langue espagnole et la religion catholique), l'expropriation forcée des richesses dominicaines aux élites haïtiennes, et des politiques strictes basées sur le travail ont conduit à un ressentiment croissant qui a culminé en un mouvement dominicain pour l'indépendance nationale, qui a été atteint en février 1844.
En République dominicaine, le Jour de l'Indépendance est célébré le 27 février, jour de la révolte contre l'occupation haïtienne.

## Contexte
À la fin du XVIIIe siècle, l'île d'Hispaniola est divisée en deux colonies européennes : Saint-Domingue, à l'ouest, gouvernée par la France, et Saint-Domingue, gouvernée par l'Espagne, occupant les deux tiers est d'Hispaniola. Dans les années 1790, des rébellions de grande envergure éclatent dans la partie ouest de l'île, dirigées par des hommes tels que Toussaint Louverture et Jean-Jacques Dessalines, qui mènent finalement à l'expulsion des Français et à l'indépendance d'Haïti. Après l'indépendance d'Haïti, des portions massives de la population française restante sont assassinées. La partie orientale de l'île se prépare à une éventuelle séparation avec l'Espagne.

### Première unification sous les Français
Au cours de la seconde moitié du XVIIIe siècle, Saint-Domingue devient rapidement la colonie de plantation la plus prospère du Nouveau Monde. Du fait des plantations sucrières de la colonie française exploitées par des esclaves africains, le sucre est devenu une marchandise indispensable en Europe. En revanche, Saint-Domingue, la partie orientale qui était autrefois le siège de la puissance coloniale espagnole dans le Nouveau Monde, est depuis longtemps en déclin. L'économie est au point mort, les terres sont largement inexploitées et utilisées pour l'agriculture de subsistance et l'élevage du bétail, et la population est beaucoup plus faible qu'à Saint-Domingue. Selon les récits de l'essayiste et homme politique dominicain José Núñez de Cáceres, la colonie espagnole compte environ 80 000 habitants, principalement des criollos, des mulâtres, des affranchis et quelques esclaves noirs. Saint-Domingue, en revanche, approche d'un million d'esclaves.
Au lendemain de la guerre entre la nouvelle République française et l'Espagne, celle-ci, par le traité de Bâle du 22 juillet 1795, cède les deux tiers de l'île à la France en échange de l'évacuation de la province de Guipuscoa occupée par les Français depuis 1793. Cependant, en raison de la situation quasi chaotique à Saint-Domingue résultant des soulèvements de mulâtres et d'hommes libres depuis 1791, de l'opposition armée attendue des colons espagnols de Saint-Domingue qui craignent l'abolition de l'esclavage si les Français prennent le pouvoir, et de la conviction que les Britanniques s'emparent de Saint-Domingue en cas de transfert, le Comité de salut public décida de retarder l'occupation jusqu'à ce qu'il dispose de suffisamment de forces militaires et navales pour prendre possession de la partie orientale de l'île. Cela se produit en janvier 1801, lorsque Toussaint Louverture, alors fidèle à la France, occupe Saint-Domingue au nom de la République française. En 1804, le chef de la révolution haïtienne, Jean-Jacques Dessalines, déclare l'indépendance d'Haïti. L'indépendance n'a pas été facile compte tenu du fait qu'Haïti avait été la colonie la plus rentable de la France. 
En 1801, sous le gouvernement de Toussaint Louverture, l'esclavage est aboli pour la première fois dans la partie orientale de l'Hispaniola jusqu'à ce que Napoléon le fasse rétablir en 1802 lors de l'expédition Leclerc,. Alors que les Français perdent leur ancienne colonie de Saint-Domingue en 1804, le commandant français de l'ancien côté espagnol réussit à repousser les attaques de Jean-Jacques Dessalines, mais en 1808, les Dominicains, dirigés par Juan Sánchez Ramírez, se révoltent et l'année suivante, avec l'aide d'un escadron de la Royal Navy, mettent fin au contrôle français de la ville de Saint-Domingue. La domination espagnole est rétablie. Cependant, cette courte période pendant laquelle l'ensemble d'Hispaniola est de jure sous domination française est la principale justification des Haïtiens libérés dans leur quête de réunification de l'île.

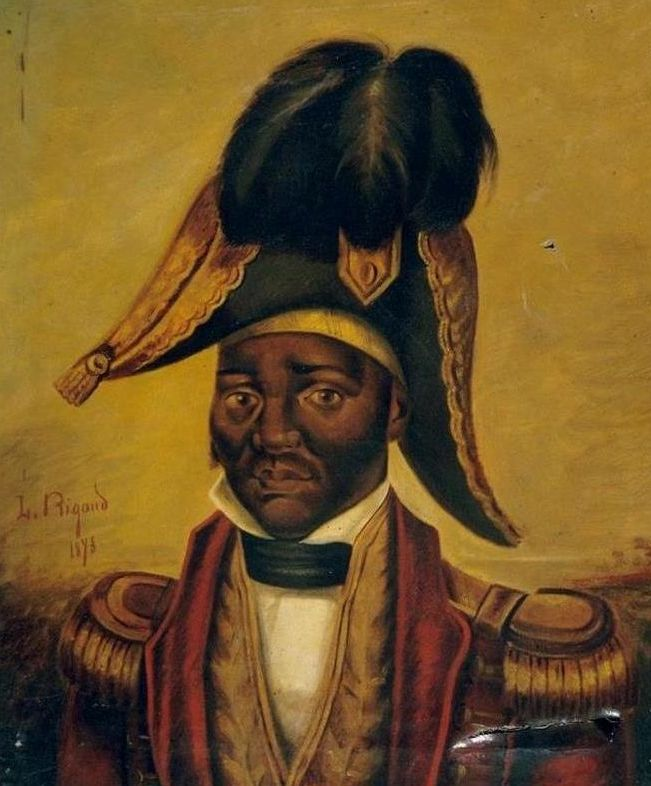
Jean-Jacques Dessalines.

### 1805: invasion de Saint-Domingue
En février 1805, les forces haïtiennes, commandées par Jean-Jacques Dessalines, envahissent par la route sud pour s'opposer aux raids d'esclaves approuvés par les Français. Incapable de vaincre la défense franco-espagnole, et intimidée par l'arrivée d'une flotte française en soutien de Borgella à Saint-Domingue, l'armée de Dessalines et d'Henri Christophe attaque les villes dominicaines de Santiago et de Moca, tandis qu'Alexandre Pétion envahit Azua,. En retraite de Saint-Domingue, Dessalines arriva à Santiago le 12 avril 1805. À Santiago, les forces haïtiennes incendient la ville, y compris des églises et des couvents. L'armée tue environ 400 habitants, dont quelques prêtres et emmené des prisonniers à Haïti. D'autres personnes sont tuées sur les ordres de Dessalines dans les parties françaises de l'île, dont les villes de Monte Plata, Cotuí et La Vega et environ 500 habitants de la ville de Moca, au nord,,. L'avocat Gaspar de Arredondo y Pichardo écrit : « Quarante enfants [dominicains] ont été égorgés à l'église de Moca, et les corps retrouvés au presbytère, l'espace qui entoure l'autel de l'église... ». Les survivants des raids fuient vers l'ouest, notamment à Higüey via Cotuí, ainsi que vers d'autres territoires des Antilles espagnoles. Les prisonniers rassemblés par les troupes sont contraints d'accompagner l'armée à son retour en Haïti où, une fois arrivés, ils sont tués ou forcés de travailler dans des plantations. Au total, en l'espace de quelques semaines, près de la moitié de la population de Saint-Domingue est massacrée par les soldats haïtiens.

### 1806: lutte pour unir le Sud et le Nord d’Haïti
Le 17 octobre 1806, Dessalines est assassiné à l'instigation de ses propres généraux Henri Christophe et Alexandre Pétion. Par la suite, Christophe et Pétion ne parviennent pas à se mettre d'accord sur le prochain président à vie (un titre créé par Dessalines lui-même), alors ils se séparent : Christophe s'empare du Nord d'Haïti (qu'il nomme « royaume d'Haïti »), tandis que Pétion s'empare du Sud d'Haïti (la « république d'Haïti » nouvellement créée) ; et aussitôt ils commencent une série de guerres pour prendre le contrôle de l'autre côté. Les conflits militaires internes durent jusqu'en 1820, lorsque le président haïtien Jean-Pierre Boyer unit finalement le Sud et le Nord d'Haïti. Après cela, Boyer se dirige vers le côté espagnol de l'île, qui se débat.

### 1821: indépendance de l'Espagne

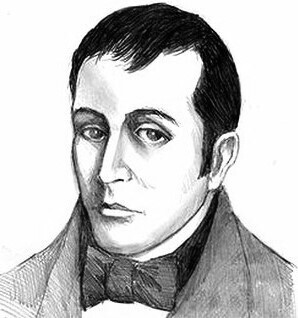
José Núñez de Cáceres, le premier et unique gouverneur espagnol d'Haïti de 1821 à 1822.

Le 9 novembre 1821, la colonisation espagnole de Saint-Domingue est renversée par un groupe dirigé par José Núñez de Cáceres, l'ancien administrateur de la colonie,, et les rebelles proclamaient leur indépendance de la couronne espagnole le 1er décembre 1821. La nouvelle nation est connue sous le nom de République espagnole d'Haïti (en espagnol : República del Haití Español), Haïti ayant été le nom autochtone de l'île. Le 1er décembre 1821, un acte constitutif est ordonné pour demander l'union d'Haïti espagnol avec la Grande Colombie.

### Prélude à l'occupation
Un groupe d'hommes politiques et d'officiers militaires dominicains favorisent l'unification de la nation nouvellement indépendante avec Haïti, alors qu'ils recherchent la stabilité politique sous le président haïtien Jean-Pierre Boyer, et sont attirés par la richesse et le pouvoir perçus d'Haïti à l'époque. Une importante faction basée dans le nord de la région de Cibao s'oppose à l'union avec la Grande Colombie et se range également du côté d'Haïti. Boyer, en revanche, a plusieurs objectifs dans l'île qu'il proclame « une et indivisible » : maintenir l'indépendance haïtienne contre une éventuelle attaque ou reconquête française ou espagnole et maintenir la liberté de ses anciens esclaves,,,.
Tout en apaisant les gardes-frontières dominicains, Jean-Pierre Boyer est déjà en pourparlers avec la France pour empêcher une attaque de quatorze navires de guerre français stationnés près de la capitale haïtienne Port-au-Prince. Les Dominicains ignorent que Boyer a fait une concession aux Français et acceptait de verser à la France 150 millions de francs-or destinés à dédommager les anciens propriétaires d'esclaves français. Ainsi, Haïti est essentiellement contrainte de payer des réparations pour sa liberté.

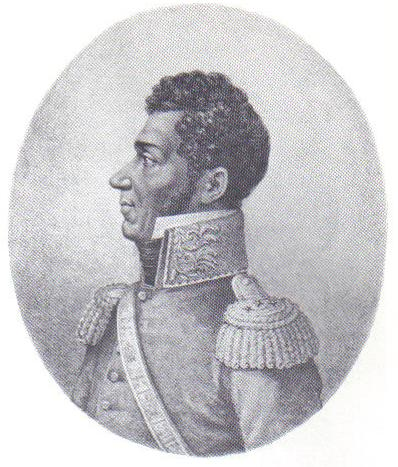
Jean-Pierre Boyer, président d'Haïti.

L'appui à l'unification se révèle plus populaire parmi la population noire, qui croit que le gouvernement Boyer va inaugurer une ère de réformes sociales, y compris l'abolition de l'esclavage. En revanche, les populations blanches et multiraciales se trouvent divisées sur l'idée de fusionner avec le pays voisin. Après l'échec des accords avec Bolivar et la réception de messages de soutien économique et militaire de Boyer, Caceres se trouve plus obligé de se ranger du côté d'Haïti. En 1821, le gouverneur Sebastián Kindelán y O'Regan découvre que certains officiers dominicains d'Azua et de Saint-Domingue avaient déjà participé au projet d'unification avec Haïti. Un moment décisif a lieu le 15 novembre 1821, lorsque les dirigeants de plusieurs villes frontalières dominicaines, en particulier Dajabón et Monte Cristi, adoptent le drapeau haïtien.

## Occupation
Après avoir promis son plein soutien à plusieurs gouverneurs frontaliers dominicains et obtenu leur allégeance, Boyer entre dans le pays avec 12 000 soldats en février 1822, contre une armée nettement plus petite et non entraînée servant quelque 70 000 âmes dominicaines (Haïti avait une population d'environ 600 000 personnes). Le 9 février 1822, Boyer entre officiellement dans la capitale, Saint-Domingue, après son indépendance éphémère. L'île est ainsi unifiée du « cap Tiburon au cap Samana en possession d'un seul gouvernement ». Lors de l'unification des nations françaises (Haïti) et espagnoles sous le drapeau haïtien, Boyer divise l'île en six départements, subdivisés en arrondissements (districts administratifs) et communes. Les départements établis à l'ouest sont le Nord, l'Ouest, le Sud et l'Artibonite, tandis que l'est est divisé en Ozama et Cibao.
Les tentatives de redistribution des terres menées vont à l'encontre du régime foncier communal (terrenos comuneros) qui a vu le jour avec l'économie de l'élevage, et certaines personnes dénoncent être obligées de cultiver des cultures de rente en vertu du Code rural de Boyer et Joseph Balthazar Inginac institué en 1838. Dans les zones rurales et montagneuses accidentées, l'administration haïtienne est généralement inefficace pour faire appliquer les lois. C'est dans la ville de Saint-Domingue que les effets de l'occupation se font le plus sentir, et c'est là que naît le mouvement indépendantiste. Les citoyens dominicains ont également plus de droits que les Haïtiens, qui sont sous le Code rural de Jean-Pierre Boyer, et fonctionnent souvent comme leurs propres surveillants.
Bien que l'occupation instaure sur l'ensemble de l'île une constitution inspirée de celle des États-Unis et conduit à l'abolition de l'esclavage en tant qu'institution dans ce qui devient la République dominicaine,, des formes d'esclavage persistent dans la société haïtienne.
Après l'annexion de toute l'île par Haïti, les efforts des États-Unis dirigés par l'American Colonization Society pour envoyer des Africains officiellement esclaves des États-Unis en Haïti sont soutenus par le gouvernement haïtien dans des tentatives de « noircir » la côte est dominicaine et faire d'Haïti un refuge sûr pour les Noirs. Divers voyages sont effectués des États-Unis à Haïti, et en 1824, le plus grand voyage du côté dominicain composé de 6 000 esclaves africains se rend à Samana, formant le groupe des Américains de Samaná. Les réfugiés noirs qui sont soumis à l'esclavage dans d'autres territoires étrangers (dont Porto Rico et la Martinique) s'enfuient à Saint-Domingue et obtiennent la liberté en vertu de la loi haïtienne. Ils témoignent aux responsables dominicains locaux (qui travaillent maintenant pour le gouvernement haïtien) qu'ils avaient cherché à se rendre à Saint-Domingue, parce qu'ils le considéraient comme un « pays libre » après l'annexion par Haïti.
Plusieurs résolutions et dispositions écrites visent expressément à transformer les Dominicains moyens en citoyens de seconde classe, comme Boyer l'avait fait avec la paysannerie haïtienne en vertu du Code rural susmentionné.

### Résistance et indépendance subséquente
En 1838, un groupe de nationalistes instruits, parmi lesquels Ramón Matías Mella, Juan Pablo Duarte et Francisco del Rosario Sánchez, fonde une société secrète appelée La Trinitaria pour obtenir l'indépendance d'Haïti. Après s'être révélé révolutionnaire œuvrant pour l'indépendance dominicaine, le nouveau président haïtien, Charles Rivière Hérard, exile et emprisonne les principaux Trinitarios. Au même moment, Buenaventura Báez, exportateur d'acajou Azua et député à l'Assemblée nationale haïtienne, négocie avec le Consul général de France la création d'un protectorat français.
Lors d'un soulèvement qui devait précéder Báez, le 27 février 1844, les Trinitarios déclarent leur indépendance d'Haïti, soutenus par Pedro Santana, un riche éleveur de bétail d'El Seibo qui commande une armée privée de péons qui travaillaient sur ses domaines. Cela a marqué le début de la guerre d'indépendance dominicaine.

## Les séquelles et l'indépendance dominicaine (1844)
Après les luttes menées par les dirigeants dominicains pour libérer le pays du contrôle haïtien, ils doivent résister et lutter contre une série d'incursions qui servent à consolider leur indépendance. Les soldats haïtiens lancent des attaques incessantes pour tenter de reprendre le contrôle du territoire, mais les Dominicains continuent de remporter chaque bataille. Les forces militaires haïtiennes de 1805 s'érodent au cours des 50 années suivantes par les luttes constantes pour le pouvoir. Ce qui reste de l'armée est alors transféré à une force répressive locale et sert à la demande d'une série de dictateurs et de seigneurs de guerre pendant la majeure partie du XXe siècle.

## Conflits territoriaux
Les villes voisines comme Hincha (aujourd'hui Hinche), Juana Méndez (aujourd'hui Ouanaminthe), San Rafael de La Angostura (aujourd'hui Saint-Raphaël), San Miguel de la Atalaya (aujourd'hui Saint-Michel-de-l'Attalaye), Las Caobas (aujourd'hui Lascahobas) et Veladero (aujourd'hui Belladère), entre autres, restent isolées avec peu de communications avec la capitale dominicaine, alors qu'il y a une influence haïtienne croissante à mesure que la gourde circulait et qu'en plus de la langue espagnole, on parle aussi le créole haïtien. Initialement disputées entre les deux pays, la frontière est finalement fixée en 1929 et délimitée en 1935-1936.